# Ronda
Ronda kisváros Spanyolországban, Málaga tartományban. Ronda Alcalá del Valle, Alpandeire, Cañete la Real, Cuevas del Becerro, El Burgo, Yunquera, Tolox, Parauta, Cartajima, Júzcar, Benaoján, Montejaque, Grazalema, Olvera, Torre Alháquime, Setenil de las Bodegas, Arriate, Montecorto és Serrato községekkel határos. Lakosainak száma 33 451 fő (2024).
A hasonló magyar szóra emlékeztető nevének ellenére az ország és egyben a világ egyik legszebb települése.

## Népesség
A település népessége az elmúlt években az alábbi módon változott:
| Lakosok száma | 34 214 | 34 948 | 36 122 | 36 827 | 36 698 | 36 208 | 34 268 | 33 877 | 33 401 | 33 451 |
|               | 2001   | 2004   | 2007   | 2009   | 2012   | 2014   | 2017   | 2019   | 2022   | 2024   |